# دولي دي ليون
دولي إيرنشو دي ليون (من مواليد 12 أبريل 1969) هي ممثلة فلبينية اشتهرت في المقام الأول بعملها في الأفلام والمسرح المستقل، وقد حصلت على العديد من الجوائز، بما في ذلك جائزة فاماس، وجائزة الخنفساء الذهبية، وجائزة جمعية لوس أنجلوس لنقاد السينما، بالإضافة إلى الترشيحات جوائز الغولدن غلوب وجائزة بافتا. وصنفتها مجلة فوغ البريطانية ضمن أشهر 30 نجمة في العالم لعام 2023.